# Haus zur Goldenen Sonne
Het Haus zur Goldenen Sonne is een barokgebouw op de Grote Ring in de Poolse stad Wrocław. Het gebouw heeft huisnummer zes en is een van de best bewaarde barokgebouwen van de stad.

## Geschiedenis
De eerste vermelding van het gebouw dateert uit de zestiende eeuw, toen Wrocław onder de oude naam Breslau nog een Duitssprekende stad was. De huidige vormgeving van het gebouw kreeg het in 1727. De gevel werd versierd door de Weense architect Johann Lukas von Hildebrandt. In 1742 werd vanop het balkon het einde van de Eerste Silezische Oorlog verkondigd. Het vredesverdrag tussen Pruisen en Oostenrijk werd op de eerste verdieping van het gebouw ondertekend. Het gebouw bleef ongeschonden tijdens de bombardementen van de Tweede Wereldoorlog. Sinds april 2016 is er een museum ondergebracht in het gebouw.